# Flops
Flops (av floating-point operations per second, svenska: flyttalsoperationer per sekund) är ett mått på databehandlingskapaciteten hos datorsystem. En flops är en flyttalsoperation per sekund.
Flops används tillsammans med SI-prefix för att bilda större enheter. Till exempel är en megaflops lika med en miljon flops, en gigaflops lika med en miljard flops och en teraflops lika med en biljon flops.
Ett flyttal (engelska: floating point numbers) är ett sätt att skriva ett tal som ett ensiffrigt heltal följt av ett decimaltecken och decimaler. Dessutom tillkommer en potens av talet 10 som anpassar talet till rätt storlek. Detta gäller tiotalssystemet, en analog form gäller för binära och hexadecimala tal.